# Lärbro
Lärbro ist ein Ort (tätort) auf der schwedischen Insel Gotland in der Provinz Gotlands län und der historischen Provinz Gotland.
Er liegt in der Nordosthälfte der Insel, etwa acht Kilometer nördlich von Slite. Zwischen 1921 und 1960 gab es eine Bahnverbindung mit der Stadt Visby, dem Hauptort der Insel. Die Haupterwerbsquelle ist heute der Tourismus.

## Sehenswürdigkeiten

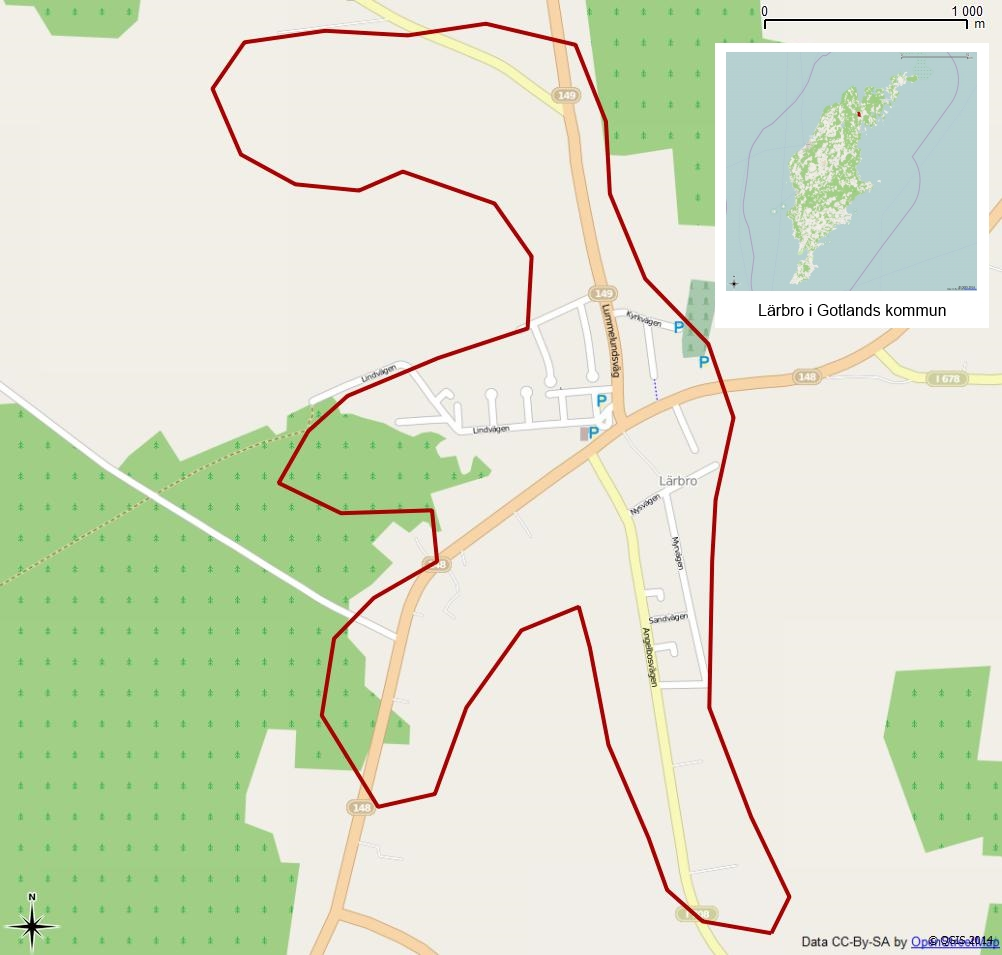
Lärbro

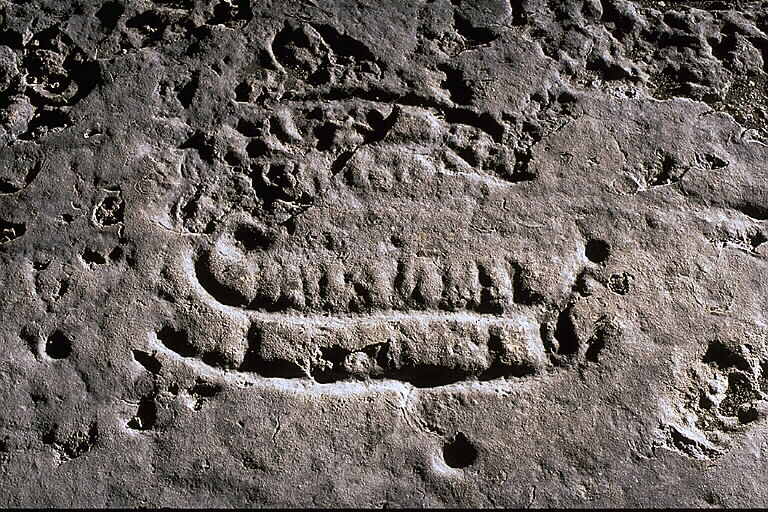
Felsritzung von Häggvide

### Archäologische Funde
Das bronze- und eisenzeitliche Gräberfeld von Domarlunden liegt östlich an der Straße Lärbro–Hellvi. Den westlichen Teil beherrscht eine Röse von 30 m Durchmesser. Domarlunden, der „Richterwald“ im östlichen Teil, wird von einer Anzahl mittelgroßer, teilweise beschädigter Schiffssetzungen gebildet.
Die direkt südlich anschließende Lajkarhajd ist der Sage nach das Schlachtfeld, auf dem der norwegische König Olav der Heilige gegen die Gotländer kämpfte, um sie zum Christentum zu bekehren. Die 19 Schälchen auf dem als „Sangelstein“ bezeichneten Opferstein sollen Abdrücke sein, die Olaf hinterließ. Der Stein heißt so, weil es singt: Er gibt einen Ton ab, wenn man auf ihn schlägt. Etwas weiter südlich liegt die Felsritzung von Hägvide, Gotlands einzig nennenswerte Felsritzung.
Nördlich von Domarlunden befindet sich die rekonstruierte Röse von Kauparve.

### Kirche von Lärbro

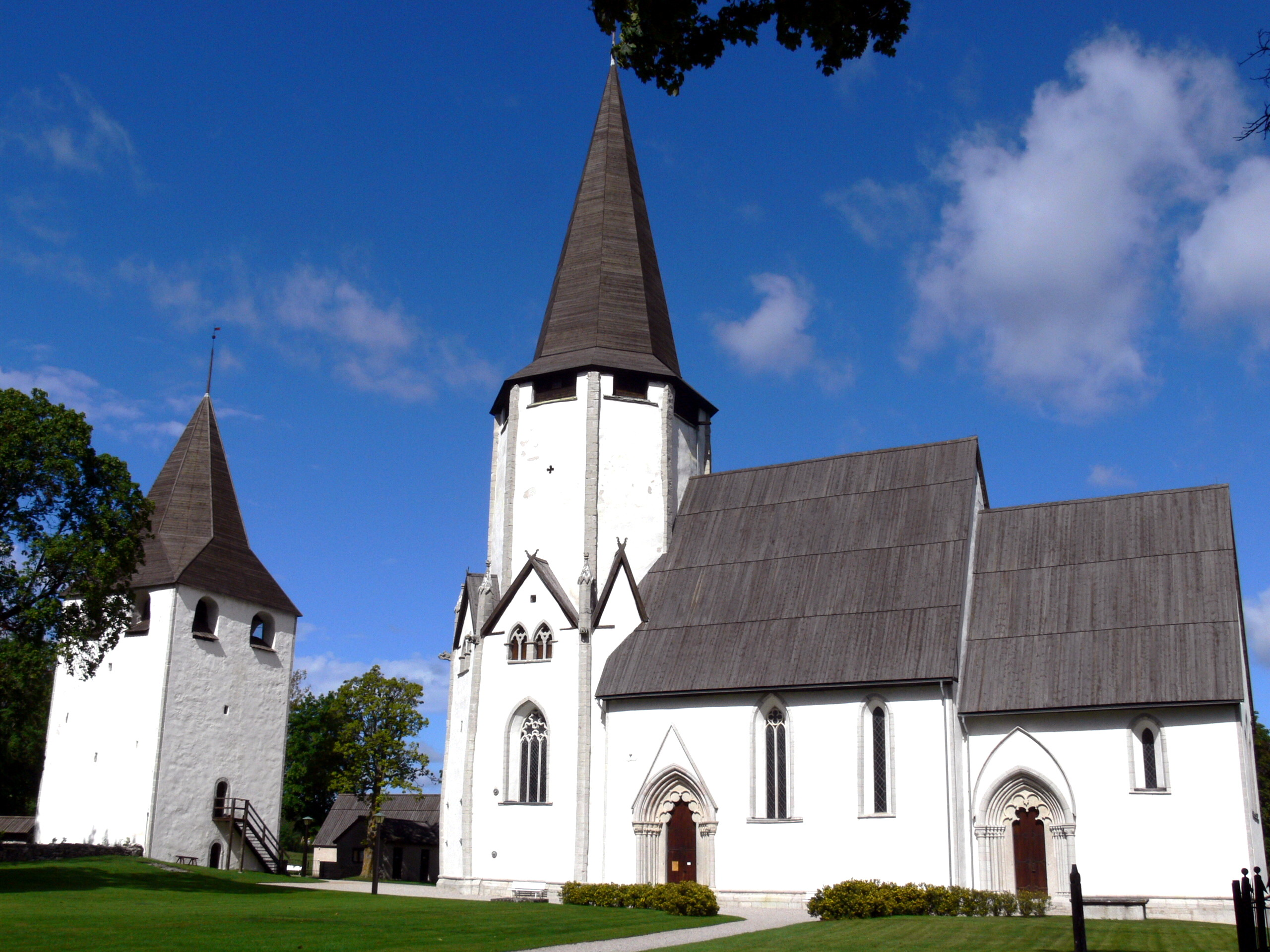
Die Kirche und der Kastal

Die Hauptsehenswürdigkeit des Ortes ist die Kirche von Lärbro, welche um 1200 erbaut wurde, und ihr Kastal. Der Kastal, wie ihn auch die Kirche von Gammelgarn besitzt, ist ein quadratischer Burgturm, der der Verteidigung diente. Die Kirche hat, anders als die übrigen Kirchen der Insel, einen achteckigen Turm und ist teilweise mit architektonisch und künstlerisch einmaligen Kleinodien bestückt.